# Садовский, Владимир Петрович
Владимир Петрович Садовский (1867, село Сутяжное (ныне с. Раздольное) Алатырского уезда, Симбирская губерния — 14.06.1938, Иркутск) —  протоиерей Православной российской церкви, настоятель Владимирского храма в Ульяновске (1916—1936), миссионер.

## Биография
Родился в семье священника. Окончил Симбирскую духовную семинарию.
Иерей в Вознесенском храме села Кладбище (ныне с. Междуречье) Алатырского уезда Симбирской губернии (1890-е).
Симбирский епархиальный миссионер-проповедник (1905—1913), член Симбирского епархиального училищного совета и Казанского миссионерского съезда (1910).
Ключарь (1913) и настоятель (1916) Владимирского храма в Симбирске, товарищ председателя экстренного епархиального съезда, председатель епархиального миссионерского совета (1914), казначей Симбирского комитета Православного миссионерского общества, законоучитель в женской гимназии Т. Н. Якубович (1915), протоиерей (1916).
В 1917 году член Поместного Собора Православной Российской Церкви по избранию как клирик от Симбирской епархии, участвовал в 1-й сессии, член III, V, VIII, IX, X, XV, XVI, XVII отделов.
В 1918 году член совета Союза симбирского епархиального духовенства, председатель подготовительной комиссии Симбирского епархиального съезда, участник Сибирского соборного церковного совещания, член Высшего Временного Церковного Управления Сибири, председатель Совещательного приходского отдела при нем.
В 1920-х годах настоятель того же Владимирского храма в Ульяновске.
В 1930 году арестован по ст. 58-10 за «контрреволюционную деятельность», освобождён ввиду недоказанности преступления.
С середины 1930-х годов — заштатный священник Владимирского собора в Иркутске, одновременно статистик в Управлении по заготовке зерна и сторож в Мелькомбинате. Жил на улице 3-я Советская, дом 34.
В апреле 1938 года арестован как «активный участник церковно-монархической контрреволюционной организации», обвинение полностью признал и назвал многих якобы ее членов, в том числе лично им завербованных (но скорее всего, как и «руководитель организации» епископ Александр (Трапицын), только уже на тот момент репрессированных). По статьям 58-10 и 58-11 расстрелян.

## Семья
Жена — Анна Ивановна, их дети: Петр, Сергей Николай, дочь.

## Публикации
- К закладке нового каменного храма // Симбирские епархиальные ведомости. 1905. № 18.
- О способах к усилению пастырской и миссионерской деятельности в расколо-сектантских приходах // Симбирские епархиальные ведомости. 1906. № 6-7.
- Торжество освящения нового храма; Поучение // Симбирские епархиальные ведомости. 1907. № 24.
- Открытие второго епархиального женского училища в г. Алатыре // Симбирские епархиальные ведомости. 1908. № 21.
- О новой общине свободных христиан // Симбирские епархиальные ведомости. 1909. № 5.
- Открытие и итоги миссионерского съезда в Казани; Ответы на вопросы старообрядцев; Отчет о ходе учебных занятий // Там же. 1910. № 13, 15, 23-24; 1911. № 2-3, 6, 8-10, 20-24.
- Миссионерские беседы в г. Симбирске в марте 1910 года. Симбирск, 1910.
- Миссионерские беседы в с. Наченалах. Симбирск, 1910.
- Беседы с начетчиком поморского толка Львом Ф. Пичугиным. Симбирск, 1911.
- Новогодние думы пастыря; Речь при открытии миссионерских курсов // Симбирские епархиальные ведомости. № 1, 24.
- Статистика расколо-сектантства в Симбирской епархии; Дневник миссионера; Вера и покаяние; В Сызранском у.; Всякий христианин должен быть миссионером; Раскольничьи мощи; В Симбирском и Сенгилеевском у.; Секта голгофских христиан; Поучение в 40-й день кончины высокопр. Николая, архиеп. Японского; Слово в кафедральном соборе; Скромная дань благодарного ученика // Там же. 1911. № 19; 1912. № 1, 3-4, 6-10, 13-17, 20, 22.
- Дневник миссионера; Истинный смысл и значение церковной анафемы; Чем иногда уловляют в сети раскола православных простецов; Ответ миссионера; Против сектантов; О вреде пьянства и необходимости общецерковной борьбы с этим пороком; Церковные торжества в Сызрани; Поучения; Богословие современных баптистов; До чего доходят современные вожди баптизма; Новейшая хлыстовщина; О поездке миссионеров на Нижегородские ярмарочные беседы с расколо-сектантами // Там же. 1913. № 2-4, 6, 8-13, 18-19, 21-22, 24.
- До чего доходят современные вожди баптизма в своем «свободном» толковании священного писания, при мнимом озарении от Св. Духа. Симбирск, 1913.
- Безумная хула раскольников на православное троеперстие. Симбирск, 1913.
- Феодоровская чудотворная икона Божьей матери в Сызранском мужском монастыре Симбирской епархии. Симбирск, 1913.
- Богословие современных баптистов, его неустойчивость и кощунственность. Симбирск, 1913.
- Православным христианам пастырское предупреждение против увлечения современным «беседничеством». Симбирск, 1914.
- Письмо в редакцию // Миссионерское обозрение. 1914. № 7/8.
- Против увлечения современным "беседничеством // Симбирские епархиальные ведомости. 1914. № 4-5.
- Пример апостола Филиппа; Спасительная сила Креста Господня; Слово на пассию; Миссионерско-патриотический вечер; Поучения; Кощунственное учение баптистов; О поездке в Н. Новгород // Симбирские епархиальные ведомости. 1915. № 3-5, 9, 14-15, 18, 22.
- Святые иконы — необходимые для людей священные напоминания о Боге и святых его угодниках. Симбирск, 1915.
- «Крещение Духом Святым»; Страшная забава; До чего доводит человека вино; Где наше истинное счастье?; Миссионерское дело; Скорби и страдания земной жизни человека // Симбирские епархиальные ведомости. 1916. № 1-3, 10.
- О необходимости религиозно-нравственного христианского воспитания в школе и изучения закона Божия как учебно-воспитательного предмета; Библиографическая заметка // Церковная правда. 1917. № 24-27.
- Как преподается нравственность и религия в школах Франции // Оренбургский церковно-общественный вестник. 1917. № 50.
- Вопросы, подлежащие обсуждению Симбирского епархиального съезда представителей духовенства и мирян // Известия по Симбирской епархии. 1918. № 4.
- Большевики и Церковь. Омск, 1919.